# Cyclopaedia
Cyclopaedia je anglická encyklopedie vydaná ve dvou dílech anglickým spisovatelem Ephraimem Chambersem v roce 1728 v Londýně. Je považována za první anglickojazyčnou encyklopedii a průkopnické dílo na poli encyklopedistiky vůbec. V 18. století došlo k velkému počtu nových vydání. Její italský překlad, který vyšel v polovině 18. století, představuje první kompletní italskojazyčnou encyklopedii a Cyclopaedii využili i francouzští encyklopedisté pro své slavné dílo Encyklopedie.
Co chtěl ve své encyklopedii Chambers zachytit informuje celý název prvního vydání: Cyclopaedia, or, an Universal Dictionary of Arts and Sciences: Containing the Definitions of the Terms, and Accounts of the Things Signify'd Thereby, in the Several Arts, both Liberal and Mechanical, and the Several Sciences, Human and Divine: the Figures, Kinds, Properties, Productions, Preparations, and Uses, of Things Natural and Artificial; the Rise, Progress, and State of Things Ecclesiastical, Civil, Military, and Commercial: with the Several Systems, Sects, Opinions, etc; among Philosophers, Divines, Mathematicians, Physicians, Antiquaries, Criticks, etc.: The Whole Intended as a Course of Antient and Modern Learning.